# Байтусов, Мулдай Искакович
Мулдай Искакович Байтусов (каз. Молдай Ысқақұлы Байтөсов; 20 декабря 1917, с. Мамлютка, Ишимский уезд, Тобольская губерния, Российская империя — 16 декабря 1997) — бригадир тракторно-полеводческой бригады колхоза «Луч Ленина» Бишкульского района Северо-Казахстанской области, Казахская ССР. Герой Социалистического Труда (1971).

## Биография
Родился в 1917 году в крестьянской семье в селе Мамлютка.
Получил начальное образование. В 1930 году начал свою трудовую деятельность в колхозе «Коминтерн» Петропавловской области. После окончания школы механизации сельского хозяйства работал трактористом в этом же колхозе. С 1938 года — тракторист колхоза «1 мая» Бишкульского района и с 1958 года — тракторист колхоза «Луч Ильича» Бишкульского района в селе Архангельское. Позднее был назначен бригадиром тракторно-полеводческой бригады в этом же колхозе, в котором проработал до своей кончины в 1997 году.
Бригада Мулдая Байтусова ежегодно перевыполняла производственный план. В 1971 году был удостоен звания Героя Социалистического Труда.
С декабря 1979 года — на пенсии.
Скончался 16 декабря 1997 года, похоронен на мусульманском кладбище бывшего аула Первое Мая Кызылжарского района Северо-Казахстанской области.
Награды
- Герой Социалистического Труда — Указом Президиума Верховного Совета СССР «О присвоении звания Героя социалистического Труда передовикам сельского хозяйства Казахской ССР» от 8 апреля 1971 года за выдающиеся успехи, достигнутые в развитии сельскохозяйственного производства и выполнении пятилетнего плана продажи государству продуктов земледелия и животноводства удостоена звания Героя Социалистического Труда с вручением ордена Ленина и золотой медали «Серп и Молот»[1].
- Орден Ленина